# Park Narodowy Gór Rodniańskich
Park Narodowy Gór Rodniańskich (rum. Parcul Național Munții Rodnei) – park narodowy znajdujący się w Górach Rodniańskich, w północnej Rumunii, w granicach okręgów Bistrița-Năsăud i Marmarosz.

## Historia
Obszar Gór Rodniańskich – będących najwyższym pasmem Wewnętrznych Karpat Wschodnich – został objęty ochroną już w dwudziestoleciu międzywojennym. W 1932 roku wokół Pietrosul Rodnei, najwyższego szczytu tych gór, utworzono rezerwat przyrody o powierzchni 183 ha. W 1962 roku powiększono go do 2700 ha, a w 1977 – do 3300 ha. W 1979 roku obszar stał się rezerwatem biosfery MAB-UNESCO.
W 1990 roku oficjalnie utworzono Park Narodowy Gór Rodniańskich o powierzchni 47 202 ha. Po wejściu Rumunii do Unii Europejskiej w 2007 roku, w ramach sieci Natura 2000 wyznaczono na obszarze parku specjalny obszar ochrony siedlisk ROSCI0125 oraz obszar specjalnej ochrony ptaków ROSPA0085. Park narodowy stanowi również ostoję ptaków IBA organizacji BirdLife International.

## Charakterystyka

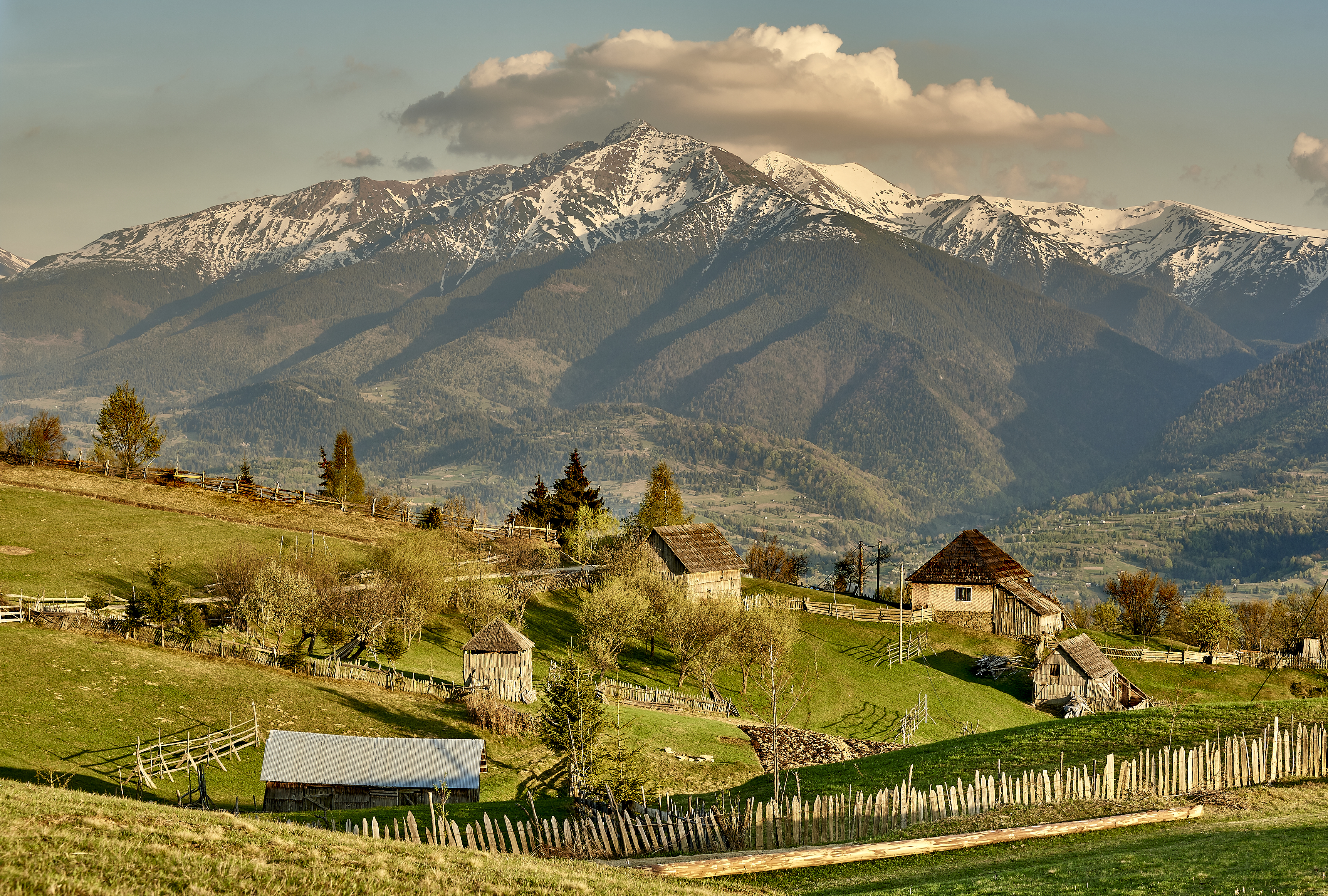
Widok na Góry Rodniańskie (2018)

Park narodowy znajduje się w północnej Rumunii, w granicach okręgów Bistrița-Năsăud i Marmarosz. Obejmuje najwyższe pasmo Wewnętrznych Karpat Wschodnich – Góry (Alpy) Rodniańskie, z najwyższymi szczytami: Pietrosul Rodnei (2303 m n.p.m.) i Ineu (2279 m n.p.m.).
W ramach parku narodowego funkcjonują mniejsze obszary chronione:
- 4 strefy ochrony ścisłej: Pietrosul Mare (3 084 ha), Piatra Rea (201 ha), Bila-Lala (960 ha), Corongiș (401 ha),
- 6 rezerwatów przyrody, w tym m.in. rezerwat speleologiczny „Peștera Cobasel” i rezerwat botaniczny „Poiana cu Narcise din Masivul Saca”.

### Klimat
Średnia roczna temperatura powietrza na terenie parku wynosi od –1,5 °C na szczytach gór (powyżej 2200 m n.p.m.) do 7–8 °C u ich podnóży. W styczniu temperatura waha się odpowiednio od –9 °C do –3 °C, zaś w lipcu – od 7 °C do 18 °C. Roczna suma opadów wynosi 1 200–1 300 mm/rok.

### Hydrologia

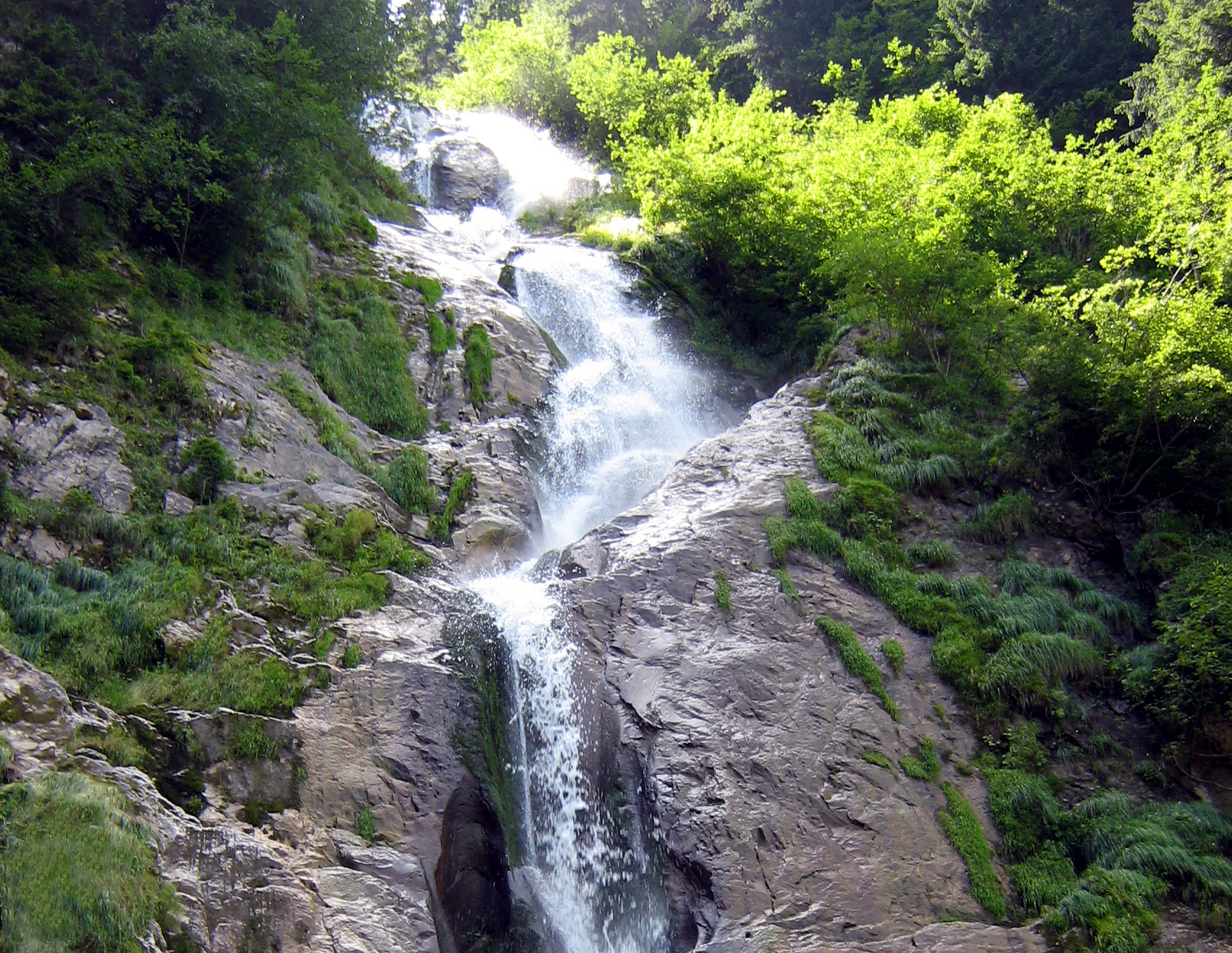
Wodospad Cailor (rum. Cascada Cailor) w 2008 roku

Masyw Gór Rodniańskich odwadniają cztery rzeki: Wielki Samosz, Bystrzyca, Vișeu i Iza. Występują tu jeziora polodowcowe, z których najważniejszymi są Iezer, Știol, Lala Mare, Lala Mic oraz jeziora Buhăescu.

### Geomorfologia
Wynosząca na terenie parku narodowego ponad 1600 m różnica wysokości skutkuje dużym urozmaiceniem form terenu. Dodatkowo z całego łańcucha Karpat Wschodnich Góry Rodniańskie najlepiej zachowały ślady zlodowaceń plejstoceńskich. Licznie występują tutaj jeziora polodowcowe, kotły lodowcowe, moreny oraz doliny U-kształtne. Główne pasmo Alp Rodniańskich zbudowane jest głównie ze skał krystalicznych, w zachodniej jego części dominują skały wulkaniczne, wschodnią z kolei tworzą przede wszystkim skały osadowe (wapienie, dolomity). Na terenie parku znajdują się także jaskinie krasowe (np. Grota Zânelor), zapadliska, źródła wód mineralnych i wodospady (np. wodospad Cailor).

### Siedliska
Obszar parku narodowego jest zróżnicowany pod względem siedlisk oraz fauny i flory, którą reprezentują gatunki rzadkie, zagrożone wyginięciem oraz endemity. Około 60% powierzchni parku porastają lasy – do wysokości 1100 m n.p.m. są to głównie dolnoreglowe buczyny, na wysokości 1100–1500 m n.p.m. występują świerczyny regla górnego. Wyższe partie gór pokrywają zarośla złożone z olszy zielonej, wierzby wykrojonej i kosodrzewiny, wśród których rozwijają się lokalnie subalpejskie łąki (1500–1900 m n.p.m.). Rośnie tu m.in. rutewnik jaskrowaty. Powyżej 1900 m n.p.m. występują połoniny.

### Flora i fauna

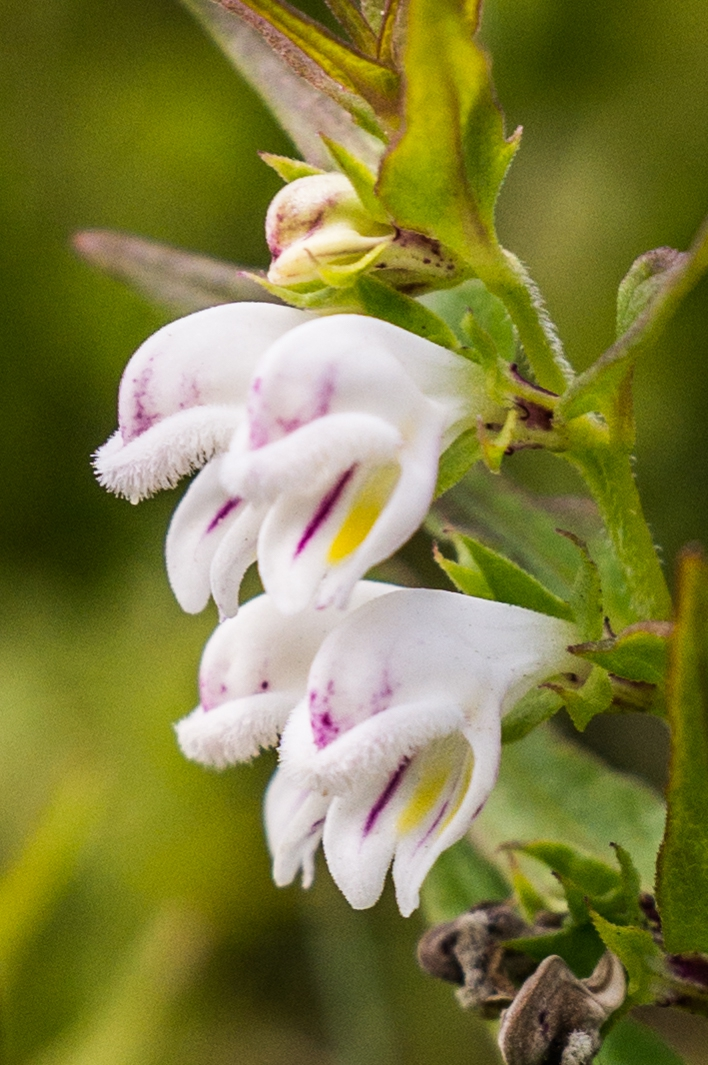
Pszeniec biały (Melampyrum saxosum Baumg.) na obszarze Alp Rodniańskich

Na terenie Parku Narodowego Gór Rodniańskich odnotowano występowanie ponad 1100 gatunków roślin naczyniowych. Endemitami typowymi dla masywu Rodna są m.in. Lychnis nivalis, kostrzewa pstra oraz Minuartia verna ssp. oxypetala, natomiast do endemitów karpackich występujących również na terenie parku należą Centaurea carpatica ssp. carpatica, Centaurea pinnatifida, goździk wąskolistny, mak alpejski i wiechlina granitowa. Gatunkami rzadkimi występującymi w Górach Rodniańskich są m.in. wierzba alpejska i wierzba dwubarwna, traganek zwisłokwiatowy, naradka tępolistna, szczwoligorz tatarski czy głodek orzęsiony. Z kolei na terenach podmokłych rosną reliktowe gatunki glacjalne, takie jak: bagnica torfowa, turzyca bagienna, turzyca skąpokwiatowa i bażyna czarna. W parku występują również gatunki prawnie chronione: szarotka alpejska, goryczka żółta, goryczka kropkowana, dzięgiel litwor oraz cis.
Zwierzęta na obszarze parku reprezentowane są przez liczne bezkręgowce: 28 gatunków wazonkowcowatych, 12 gatunków dżdżownicowatych (w tym miejscowy endemit – Allolobophora carpatica), 20 gatunków krocionogów (w tym 9 endemicznych), 36 gatunków pareczników (w tym 6 endemicznych), 39 gatunków prostoskrzydłych (w tym endemiczna zrówieńka karpacka i podgatunek mirki bieszczadzkiej Capraiuscola ebneri carpathica) i nawet 295 gatunków motyli, w tym chronione na poziomie europejskim górówka farte, górówka epifron podgatunku Erebia epiphron transsylvanica i górówka sudecka. Spośród kręgowców w rzekach występują m.in. pstrąg potokowy, lipień i strzebla potokowa. Płazy reprezentują m.in. traszka górska, salamandra plamista oraz będąca endemitem karpackim traszka karpacka, natomiast gady – jaszczurka żyworodna, żmija zygzakowata i gniewosz plamisty.
Spośród ptaków w parku narodowym występują cietrzew, głuszec i orzeł przedni, a także sęp płowy i jarząbek. Ssaki reprezentowane są przez kozice i introdukowane na ten obszar w 1973 roku świstaki, występują tu także duże drapieżniki, takie jak niedźwiedź brunatny, wilk, żbik i ryś.
Na znajdujących się na terenie parku połoninach funkcjonuje gospodarka pasterska – w okresie od maja do września można spotkać pasterzy ze stadami owiec, krów oraz koni.

## Galeria

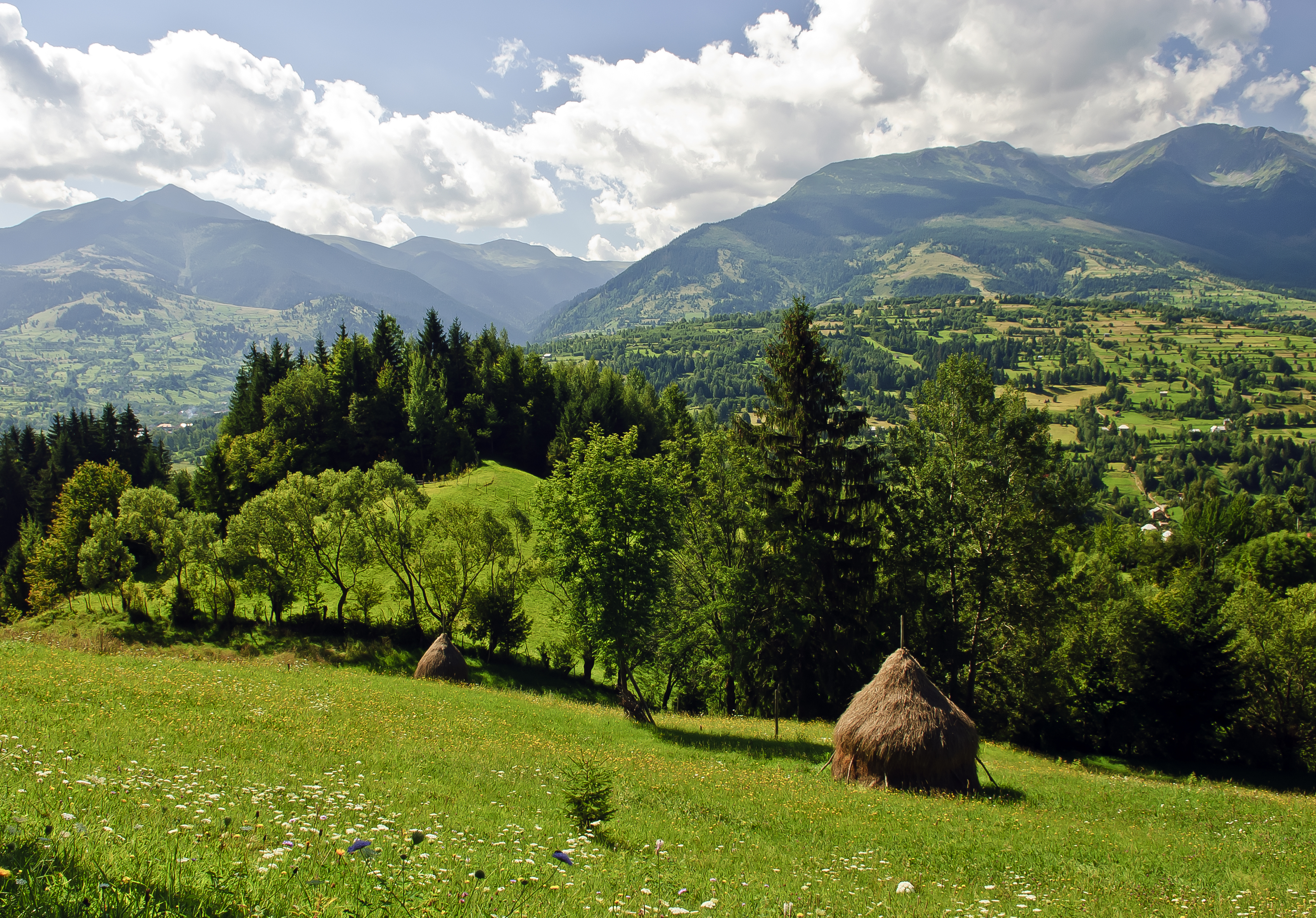
Krajobraz Parku Narodowego Gór Rodniańskich (2008)
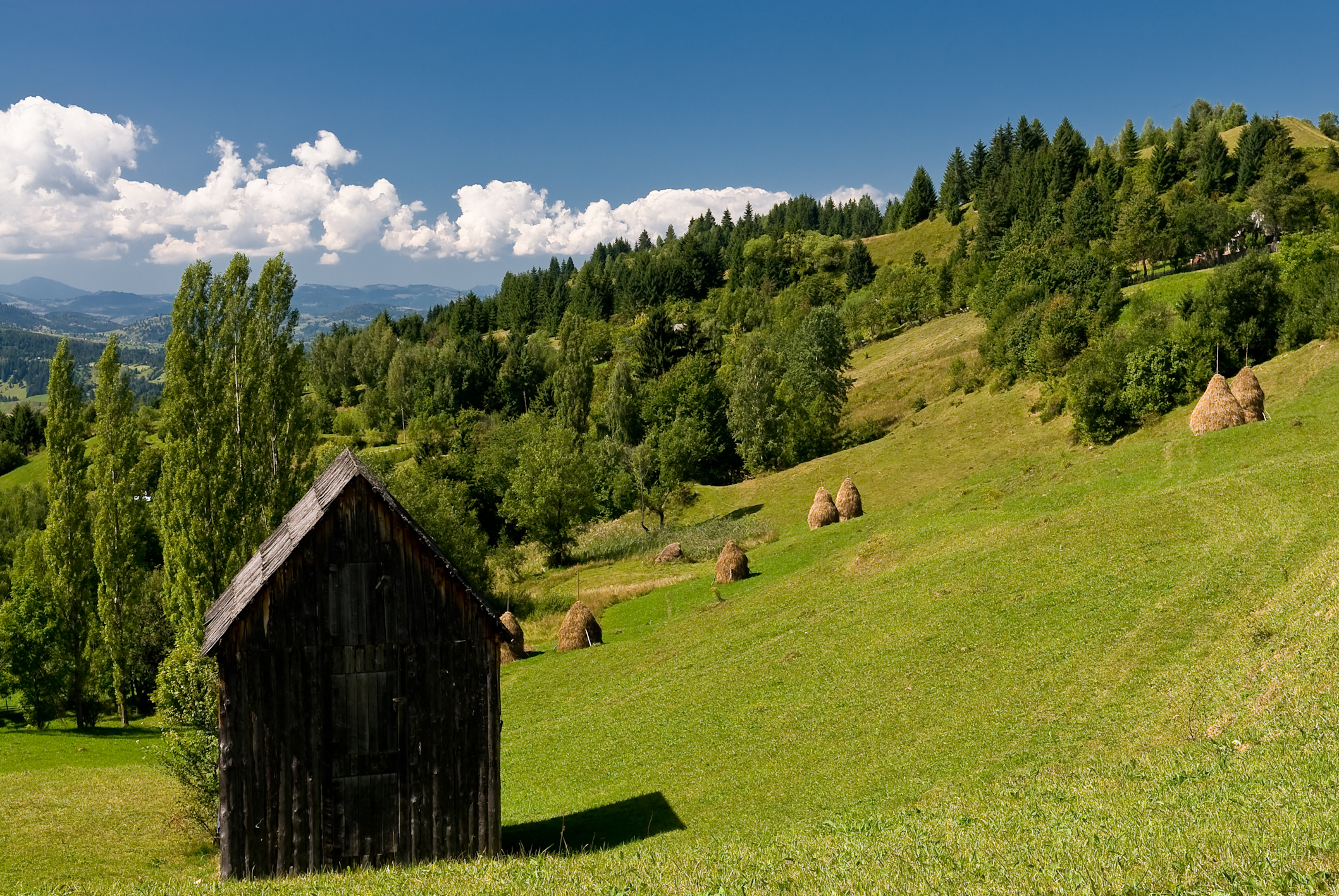
Krajobraz Parku Narodowego Gór Rodniańskich (2008)
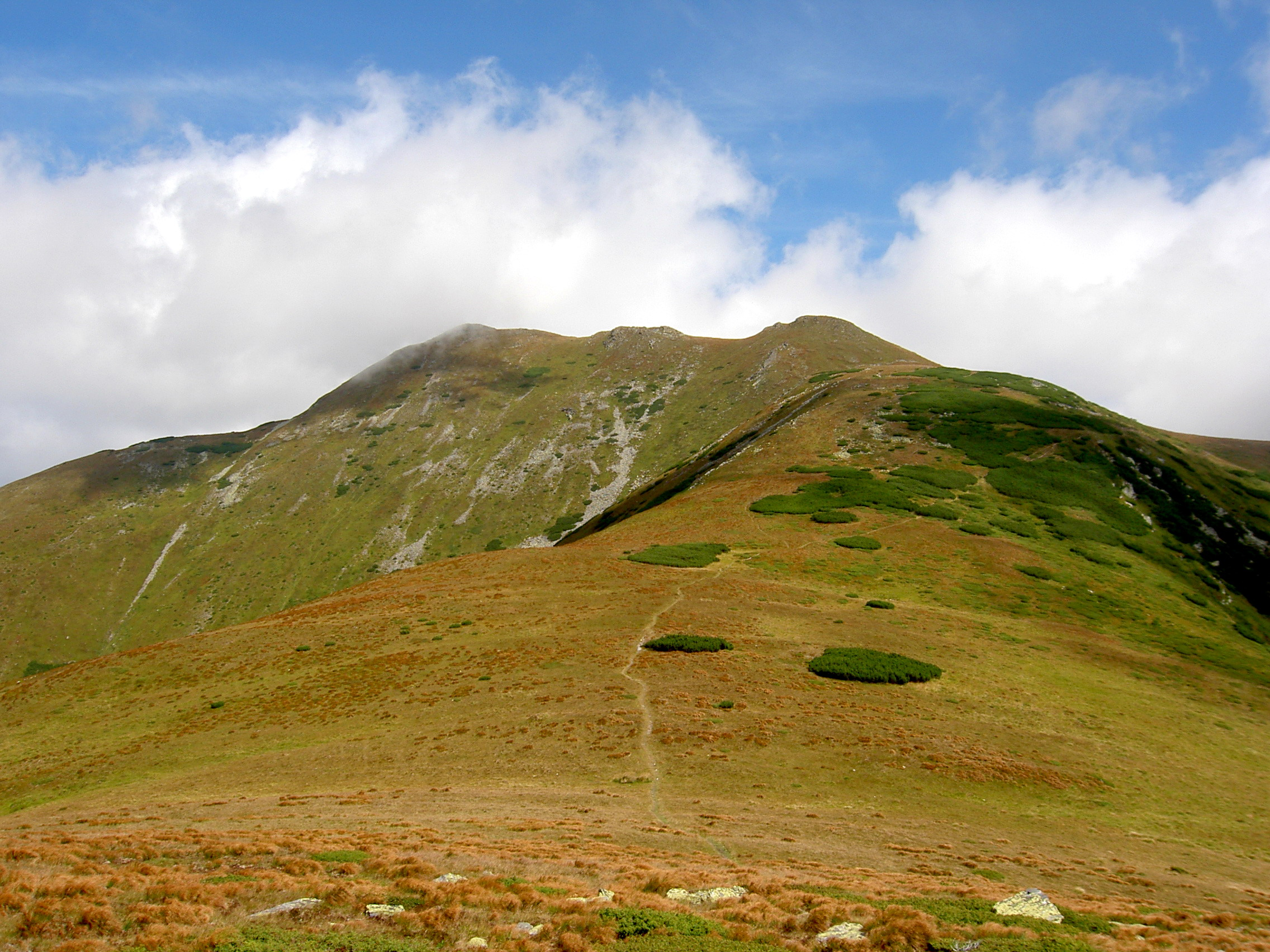
Połoniny w Górach Rodniańskich (2006)
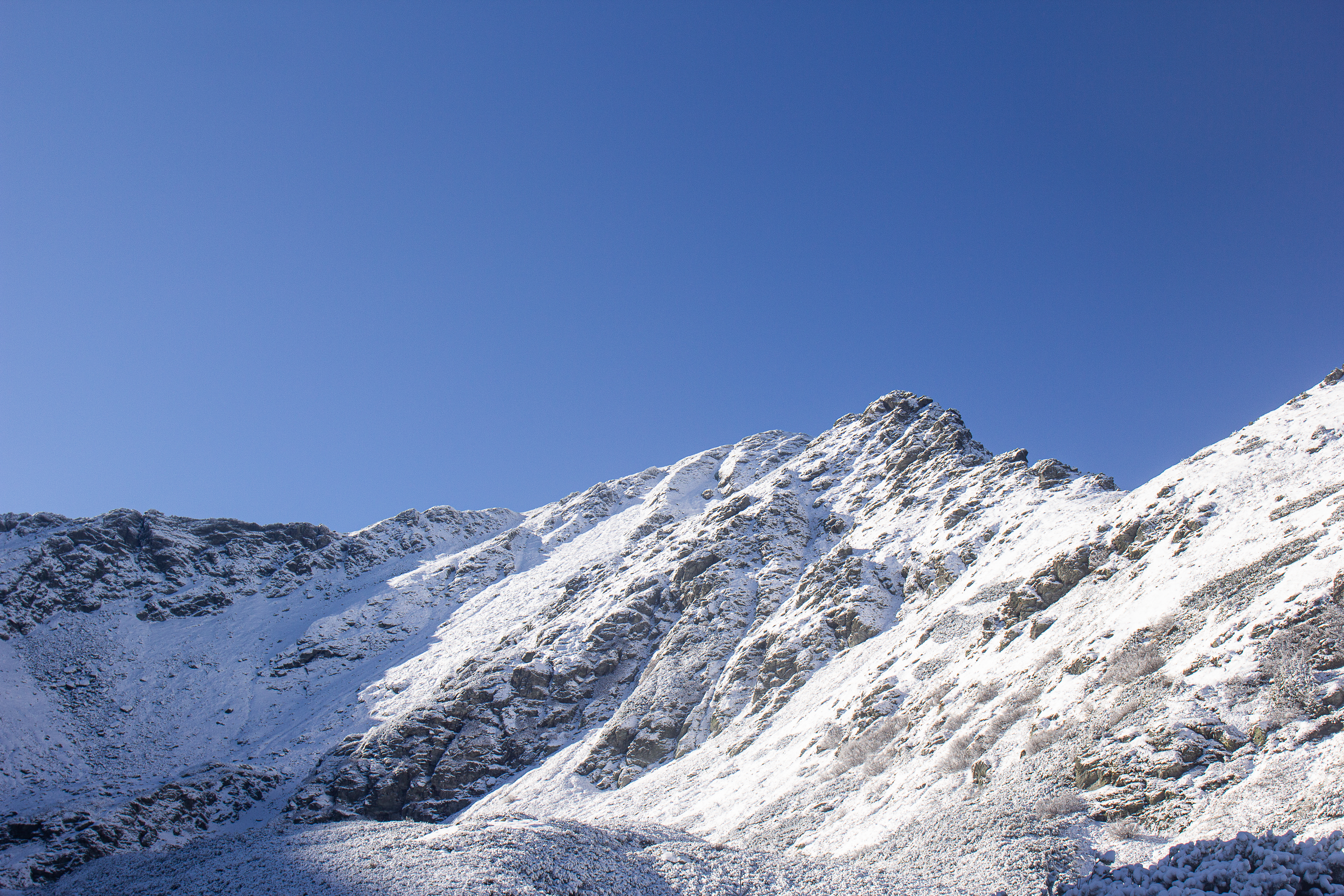
Szczyt Pietrosul Rodnei zimą (2020)
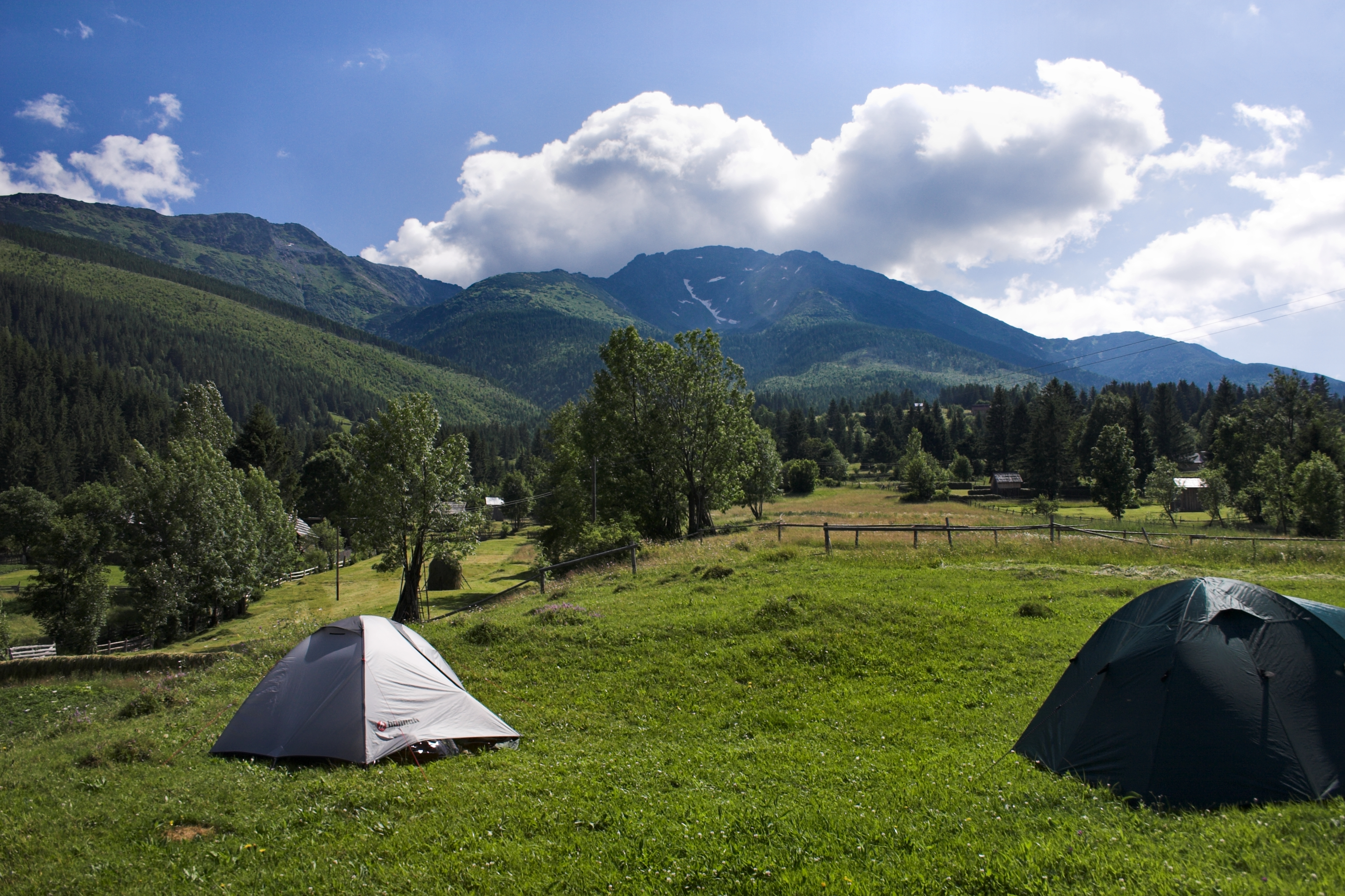
Widok na masyw Pietrosul Rodnei od południa (2008)
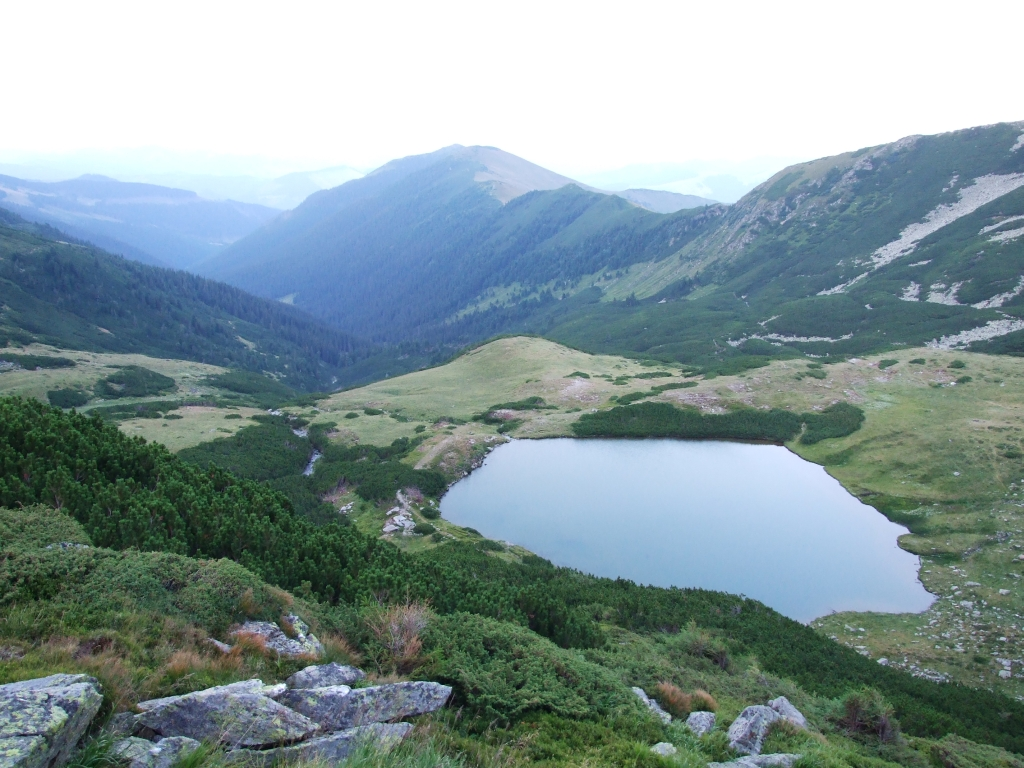
Jezioro Lala Mare (2007)
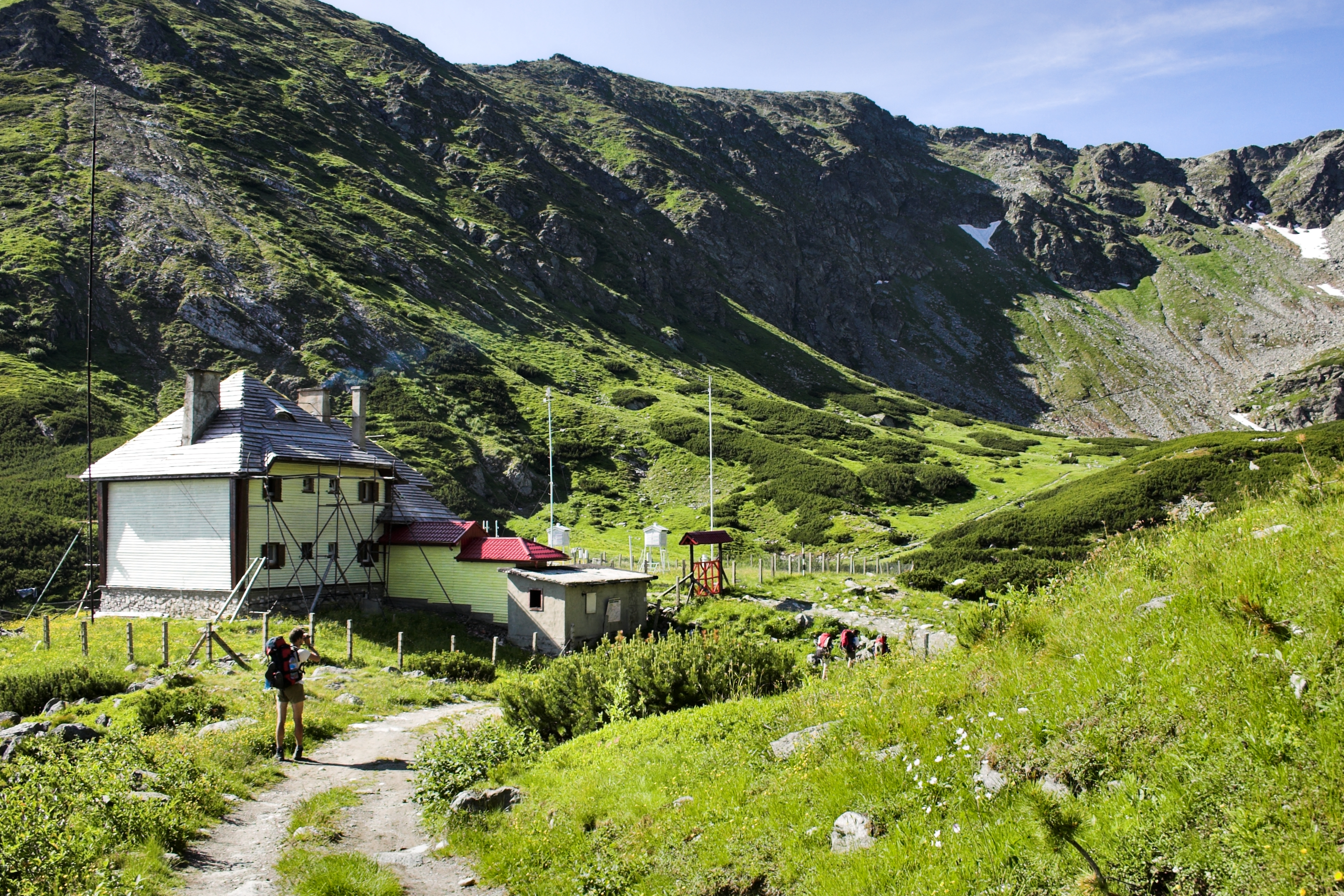
Stacja meteorologiczna i krajobraz u podnóża Pietrosul Rodnei (2008)